# (35371) 1997 UZ21
1997 يو زد 21 (ويعرف أيضًا باسم (35371) 1997 يو زد 21 وفق تسمية الكوكب الصغير) (بالإنجليزية: 1997 UZ21)‏ هو كويكب ضمن حزام الكويكبات؛ وترتيبه 35371 من حيث الاكتشاف.
اكتُشف هذا الجُرم الفلكي بواسطة شوهي سوزوكي في 25 أكتوبر 1997.

## وصلات خارجية
- (35371) 1997 UZ21 في قاعدة بيانات مختبر الدفع النفاث لأجرام النظام الشمسي الصغيرة

- الاكتشاف · مخطط المدار ·  العناصر المدارية · المعلمات المادية

- (35371) 1997 UZ21 على موقع ويكي سكاي: DSS2, SDSS, GALEX, IRAS, Hydrogen α, X-Ray, Astrophoto, Sky Map, Articles and images